# Lola (Chrisma)
Lola è il terzo singolo del duo musicale italiano Chrisma, pubblicato nel 1977 come primo estratto dal loro primo album Chinese Restaurant.

## Descrizione
Lola è il primo singolo dei Chrisma dopo la "svolta" punk/new wave avvenuta nel 1977, singolo estratto dal loro primo album, Chinese Restaurant. La title track è scritta da Julie Scott e Maurizio Arcieri. La produzione del disco è affidata a Niko Papathanassiou, fratello di Vangelis.
Il disco è stato pubblicato in Francia, Germania, Italia, Paesi Bassi e Regno Unito dalla Polydor Records in formato 7" in numerose varianti, con diversi lati B e numero di tracce. L'edizione principale, pubblicata in Francia, Germania e Italia, ha come lato B il brano Black Silk Stocking, scritto da Julie Scott, Maurizio Arcieri, Niko Papathanassiou e anch'esso tratto dall'album Chinese Restaurant. Un'edizione destinata al mercato britannico presenta invece le due tracce invertite: Black Silk Stocking sul lato A e Lola, seguita da Wanderlust, un brano scritto da Julie Scott, sul lato B. Un'edizione destinata al mercato olandese presenta invece sul lato B il brano Mandoia, composto da Maurizio Arcieri e Niko Papathanassiou e anch'esso tratto dall'album Chinese Restaurant.

## Tracce
7" Italia, Francia, Germania
1. Lola – 2:51 (Julie Scott, Maurizio Arcieri)
2. Black Silk Stocking – 2:36 (Julie Scott, Maurizio Arcieri, Niko Papathanassiou)

Durata totale: 5:27
7" GB
1. Black Silk Stocking (Julie Scott, Maurizio Arcieri, Niko Papathanassiou)
2. Lola (Julie Scott, Maurizio Arcieri)
3. Wanderlust (Julie Scott)

7" Paesi Bassi
1. Lola – 2:51 (Julie Scott, Maurizio Arcieri)
2. Mandoia – 4:25 (Maurizio Arcieri, Niko Papathanassiou)

Durata totale: 7:16
7" promo Italia
1. Lola – 2:51 (Julie Scott, Maurizio Arcieri)
2. Lola – 2:51 (Julie Scott, Maurizio Arcieri)

Durata totale: 5:42
7" promo Italia
1. Black Silk Stocking (Julie Scott, Maurizio Arcieri, Niko Papathanassiou)
2. Black Silk Stocking (Julie Scott, Maurizio Arcieri, Niko Papathanassiou)

## Crediti

### Formazione
- Christina Moser - voce, chitarra
- Maurizio Arcieri - sintetizzatore
- Niko Papathanassiou - batteria, basso, sintetizzatore, tastiere
- Gianni Durini - batteria
- Ezio Vevey - chitarra acustica, chitarra elettrica
- Keith Spencer-Allen - programmazione, computer

### Personale tecnico
- Niko Papathanassiou - missaggio, produzione, arrangiamenti
- Dave Marinone - tecnico di studio, missaggio
- Keith Spencer-Allen - tecnico di studio
- Veronique Skawinska - fotografia
- Claudio Gobbi - grafica

## Strumentazione
- Polymoog
- Tastiere Yamaha

## Cover
- Nel 2007 il brano Black Silk Stocking è stato reinterpretato dai Readers Wife all'interno del loro album Gaslight, pubblicato dalla Bearcage.[1]
- Nel 2016 l'attrice e cantante statunitense Jane Badler ha realizzato una propria versione del brano Black Silk Stocking.[2]